# Izernore
Izernore är en kommun i departementet Ain i regionen Auvergne-Rhône-Alpes i östra Frankrike. Kommunen ligger  i kantonen Izernore som ligger i arrondissementet Nantua. Kommunens areal är 20,86 km². År 2022 hade Izernore 2 262 invånare.

## Befolkningsutveckling
Antalet invånare i kommunen Izernore
Referens: INSEE